# Tamamushi no zushi

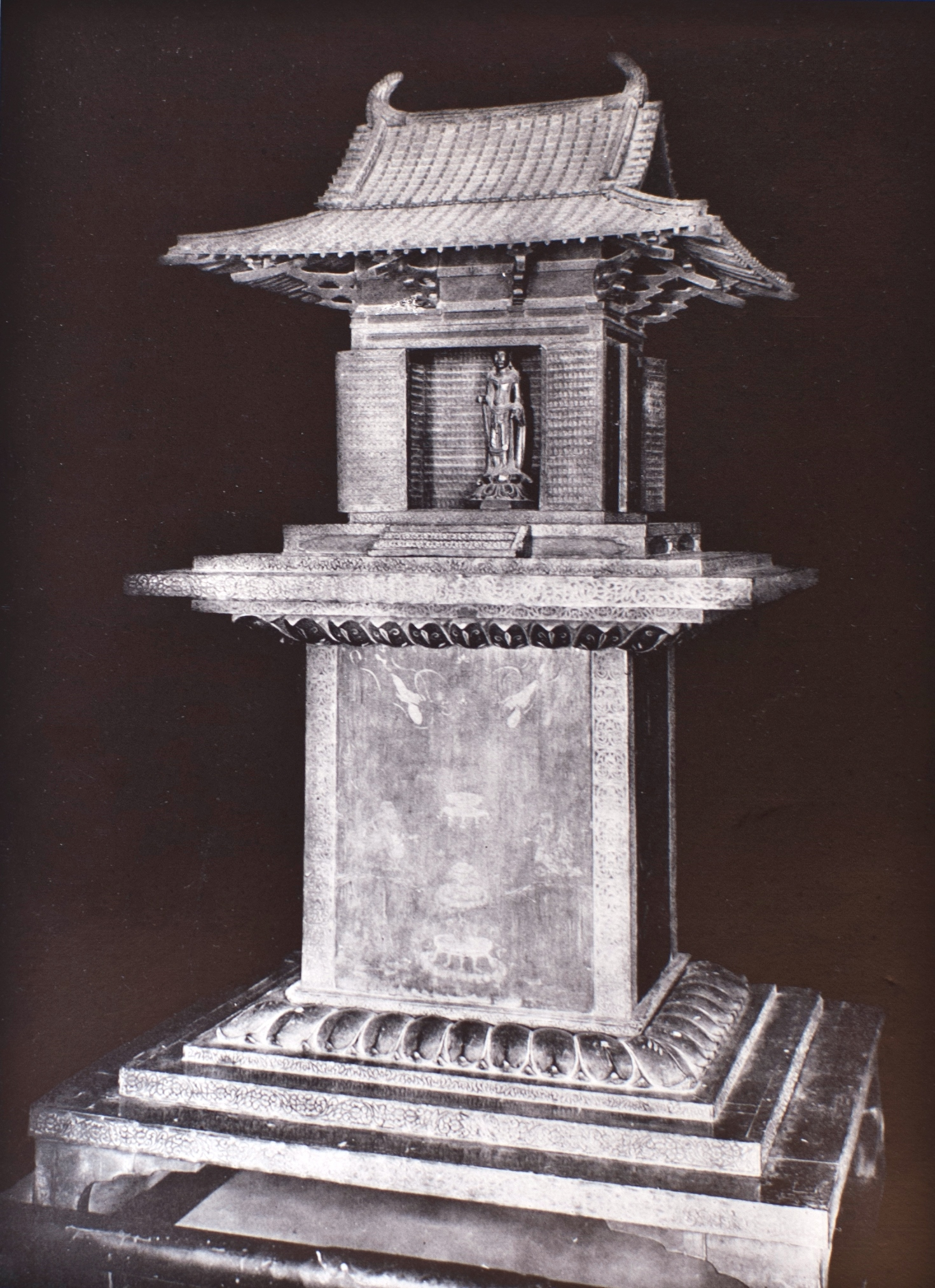
Tamamushi no zushi au Hōryū-ji (hauteur : 233 cm), trésor national.

Le Tamamushi no zushi (玉虫厨子) est un sanctuaire en réduction conservé au complexe du Hōryū-ji à Nara au Japon. Sa date de construction est inconnue mais estimée dater d'environ le milieu du VIIe siècle. Décoré avec de rares exemples de peintures de la période Asuka, il fournit d'importants indices relativement à l'architecture de l'époque, et a été désigné trésor national.

## Description
Il s'agit d'un meuble. Il est composé d'un piédestal et d'un sanctuaire miniature, comme une maquette, qui contient une image cultuelle. Des élytres de coléoptères (tamamushi : « insecte-joyau ») ornent les espaces libres des garnitures en bronze qui encadrent le meuble. Le sanctuaire miniature apporte la plus ancienne image d'un sanctuaire bouddhique au Japon. Les volets de la porte du sanctuaire et les parois du piédestal, en bois laqué de noir, sont couverts de peintures. Une étude, dont un ouvrage datant de 1962, précise que des peintures à l'huile — rouge, brun clair, vert et jaune — ont été employées pour ces décors. Leur état de conservation est jugé « impeccable ».
Les peintures exceptionnelles de ce tabernacle bouddhique offrent des évocations de l'espace, des montagnes et des figures tout à fait singulières. Il s'agit donc d'un ensemble de peintures à l'huile sur bois laqué en noir où se rencontrent les styles chinois anciens, depuis la dynastie Han (206 AEC-220 EC) jusqu'aux Six Dynasties (220-589) mais harmonieusement assemblés.
Tamamushi no zushi est considéré comme le vestige le plus ancien de l'art du kirikane au Japon. Sous l'agarigamachi (上がり框, la barre horizontale à l'entrée) de shumiza (須弥座, estrade pour une statue bouddhiste), des feuilles d'or extrêmement fines sont découpées en minuscules losanges qui décorent l'extrémité des pétales d'ukebana (受花, un accessoire en forme de fleur).

## Illustrations

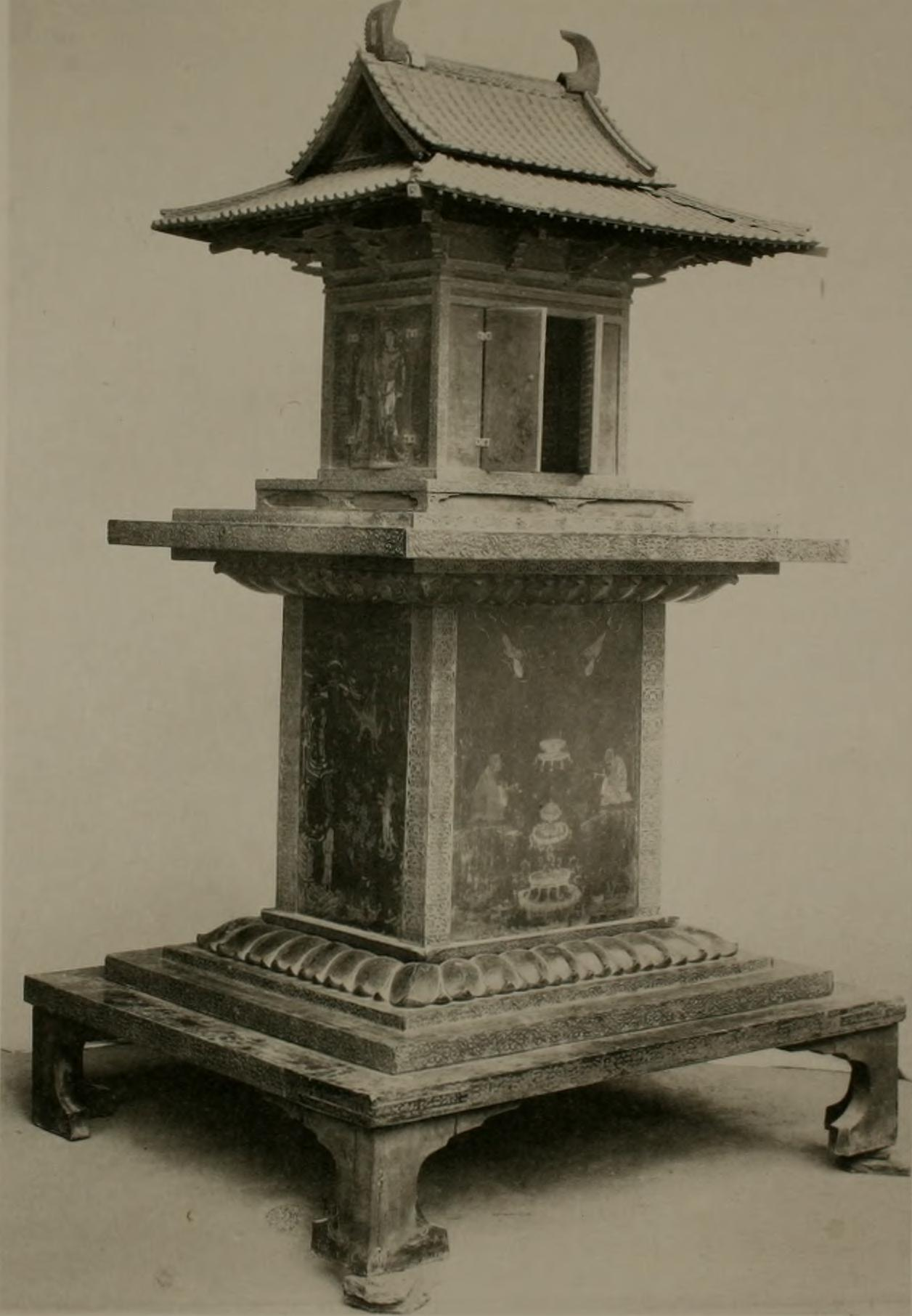
Le Tamamushi no zushi. Milieu du VIIe siècle.
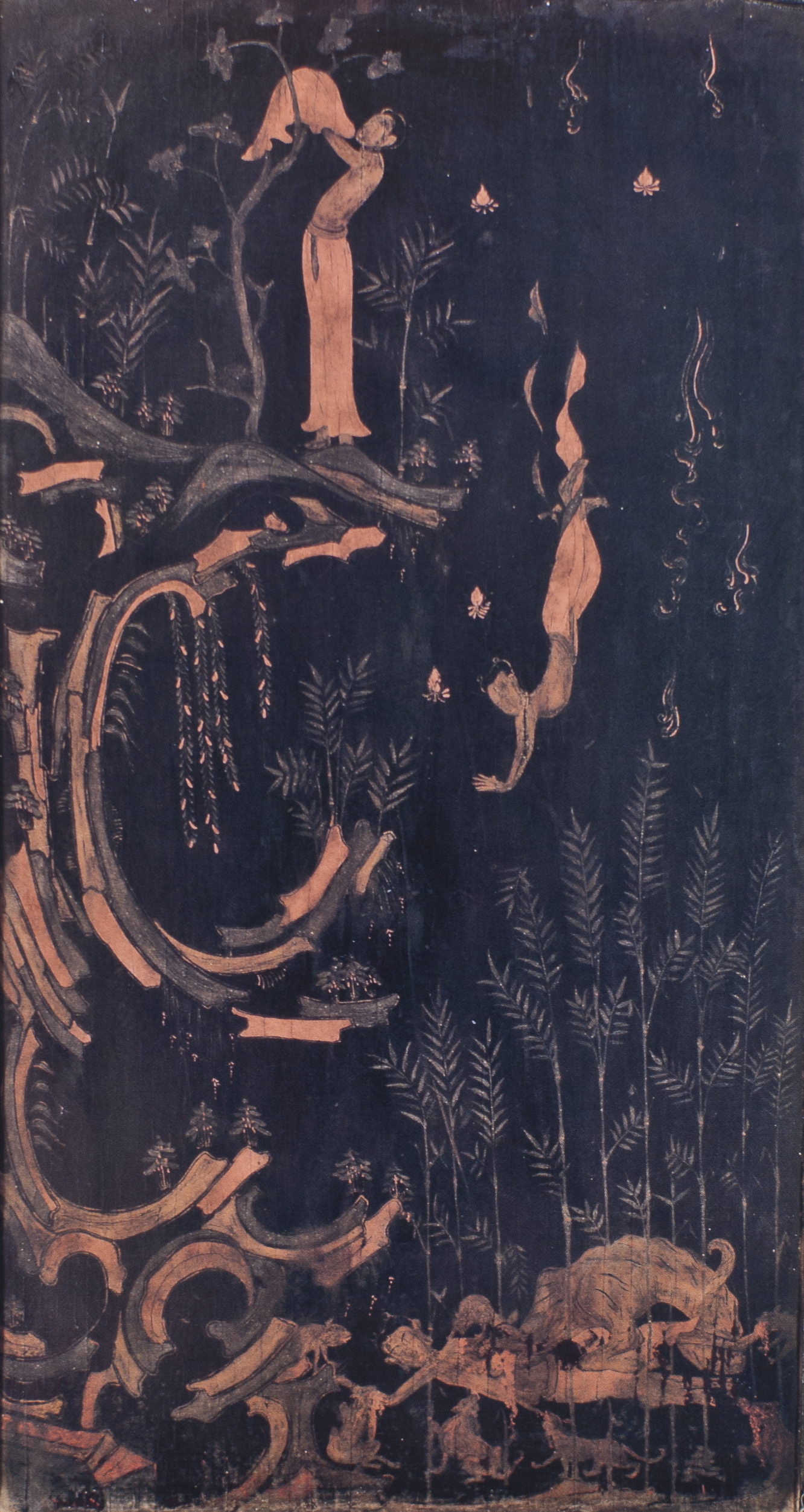
Panneau latéral droit du piédestal. Jataka de la tigresse affamée.
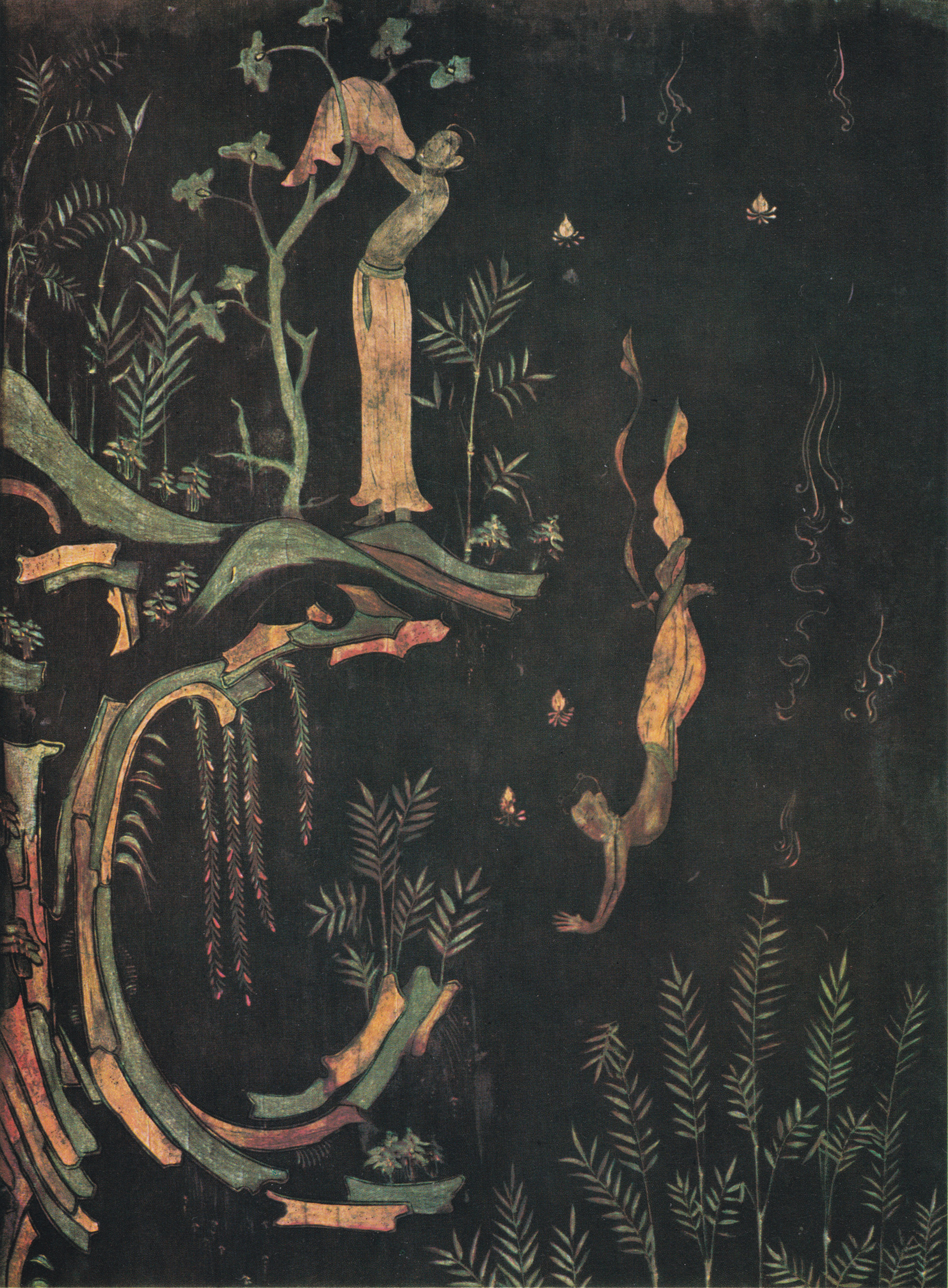
Détail (4 couleurs) : Jataka de la tigresse affamée. Le prince enlève son vêtement, puis se jette dans la vallée et s'offre à la tigresse et à ses sept petits mourant de faim. L. 35 cm.
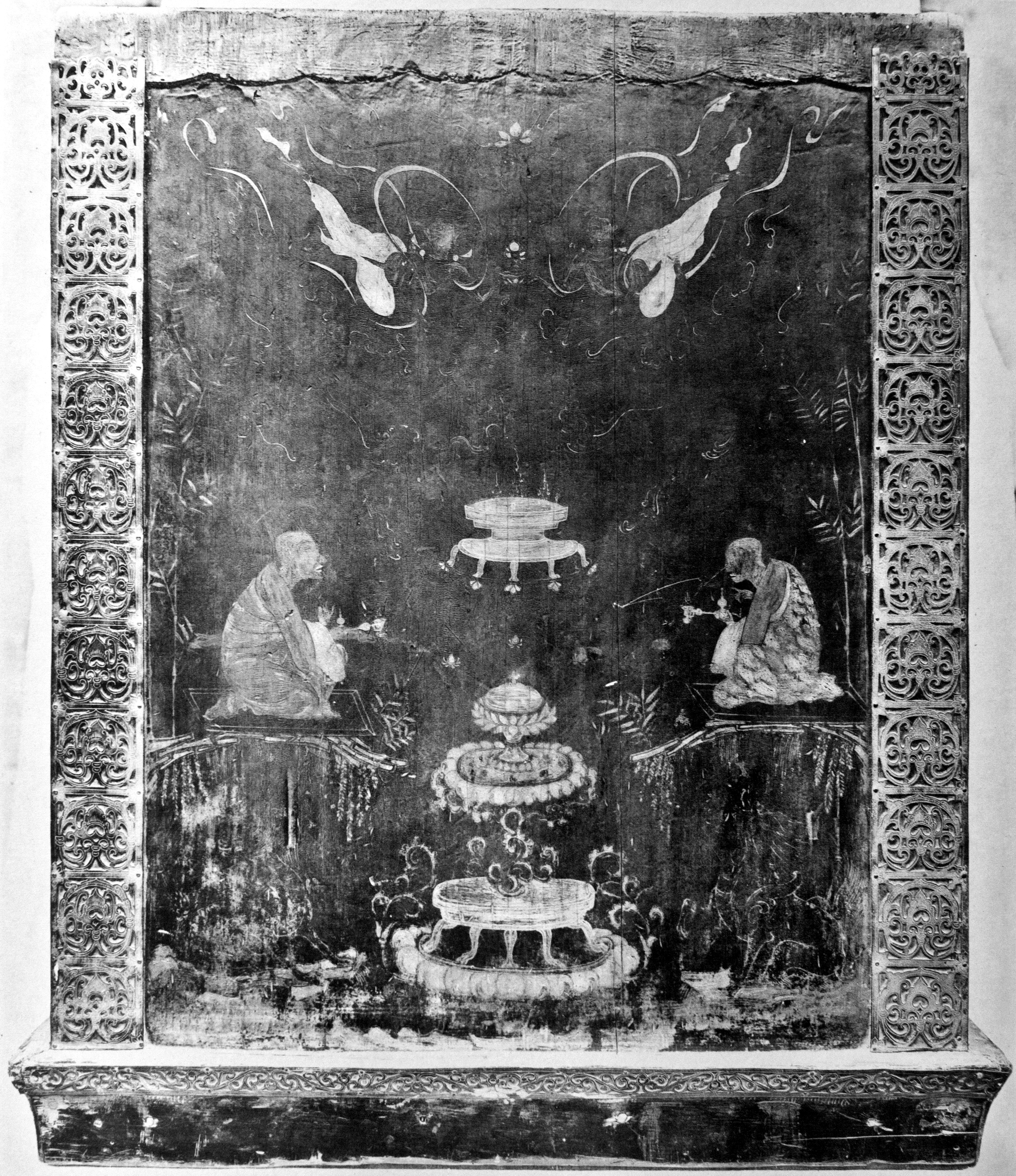
Panneau central du piédestal.
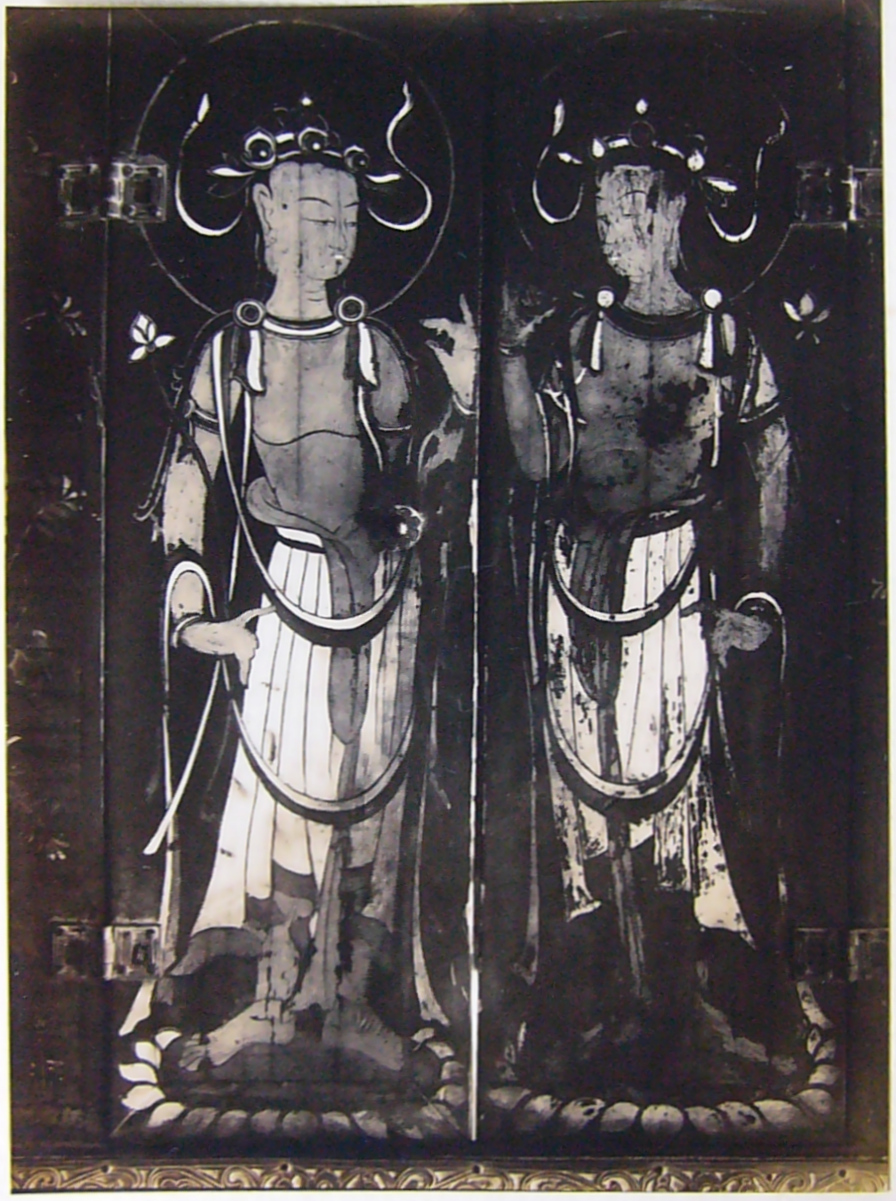
Portes de droite du tabernacle en forme de sanctuaire miniature. Bodhisattva. H. 31,5 cm.

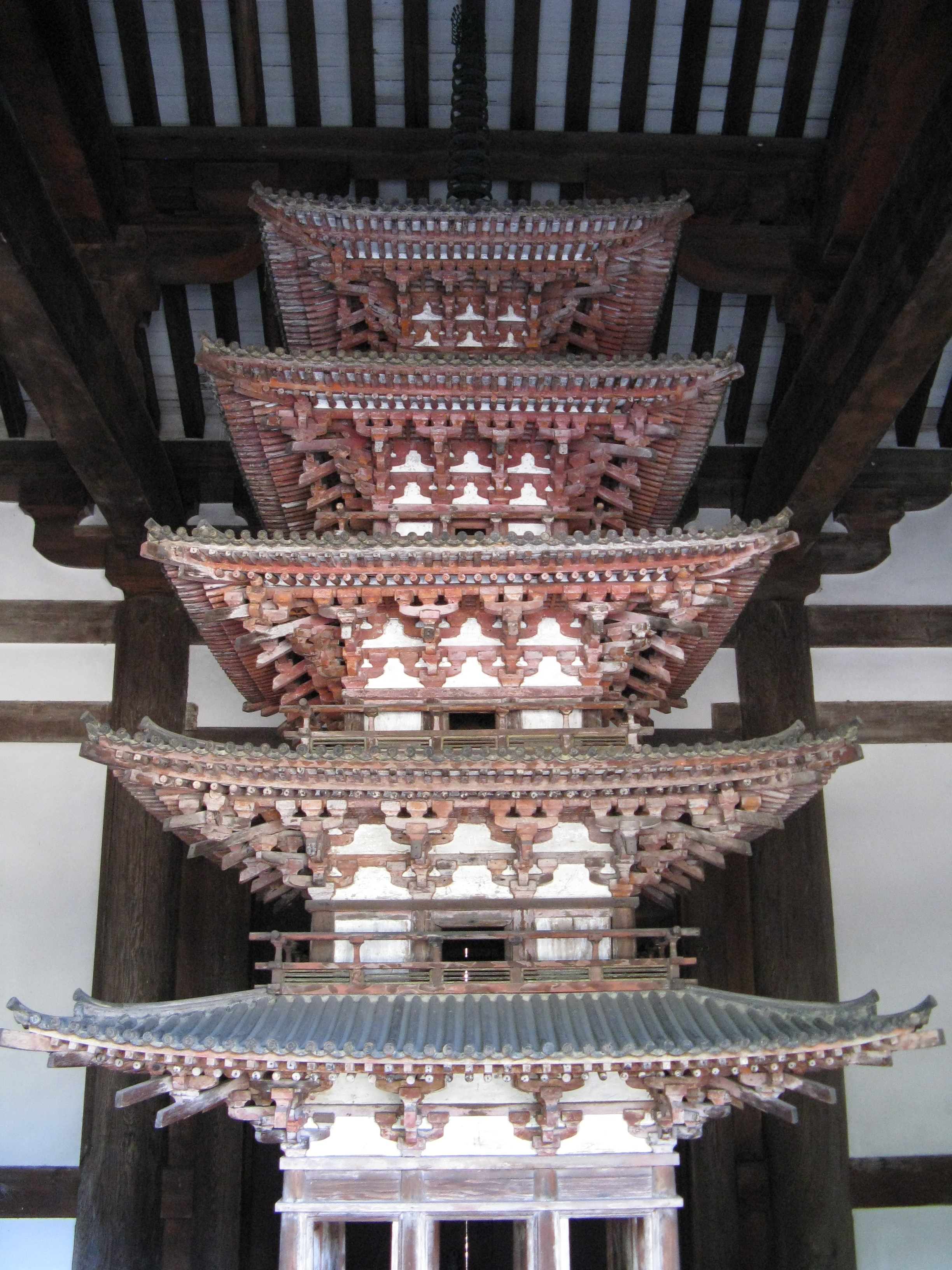
Pagode miniature du Kairyūō-ji (ère Tenpyō; TN).
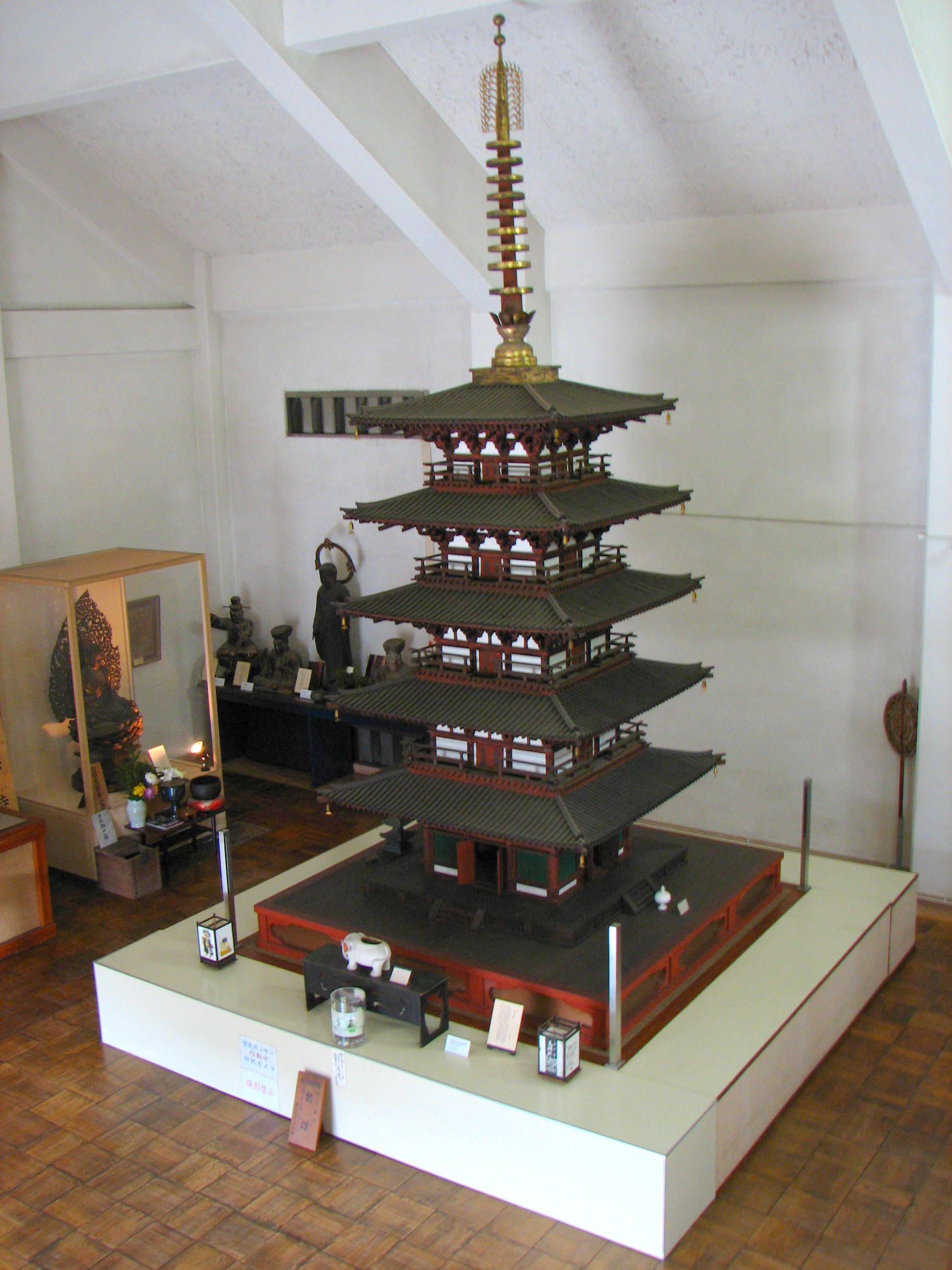
Pagode miniature du Gangō-ji (époque de Nara; TN).
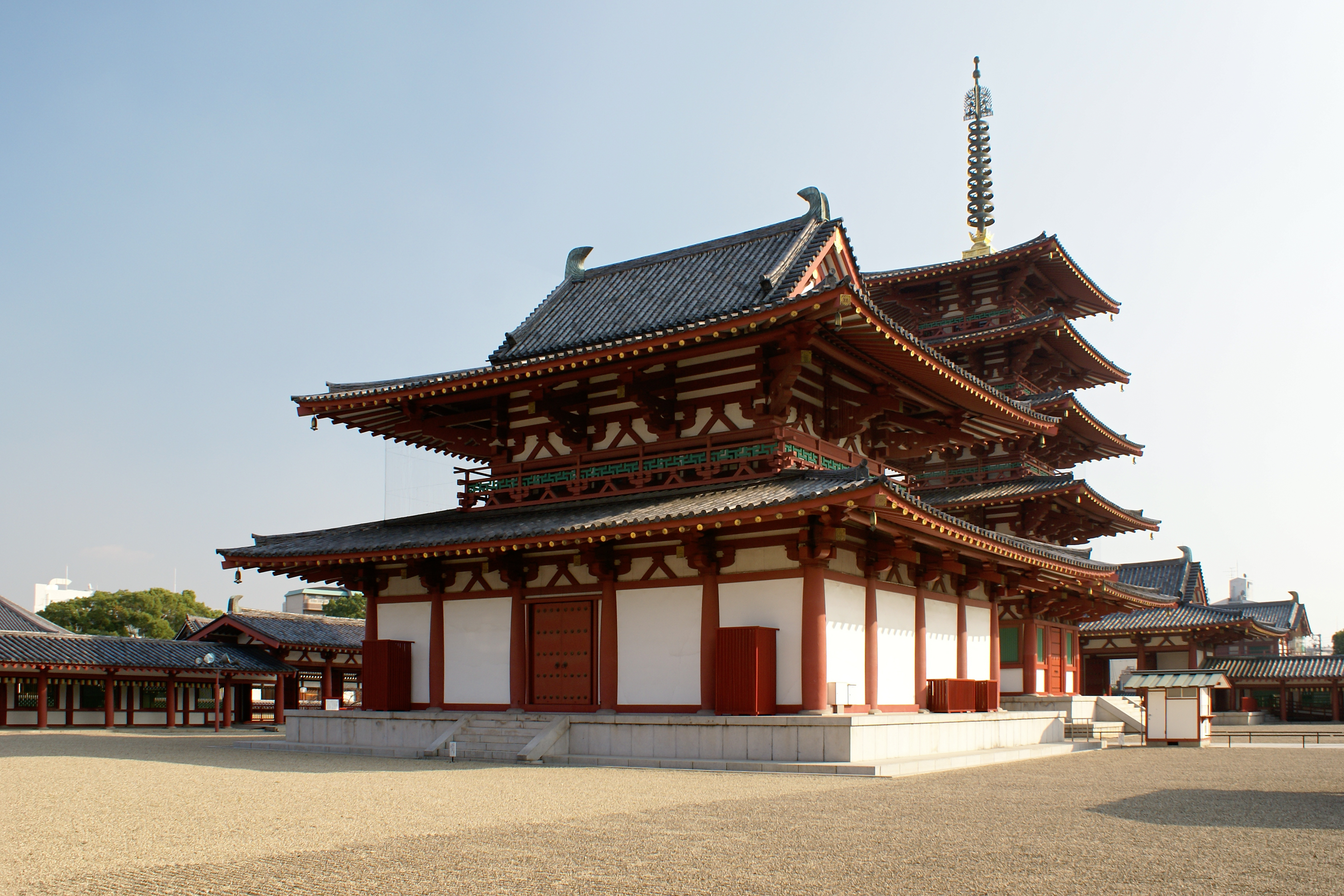
Kondō du Shitennō-ji, avec toit shikorobuki.
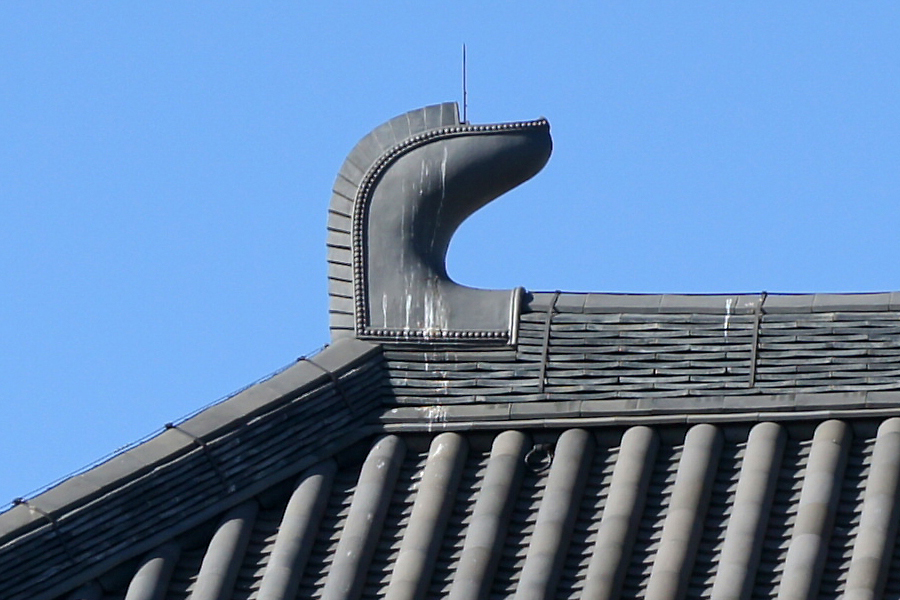
Shibi du kondō du Tōshōdai-ji.
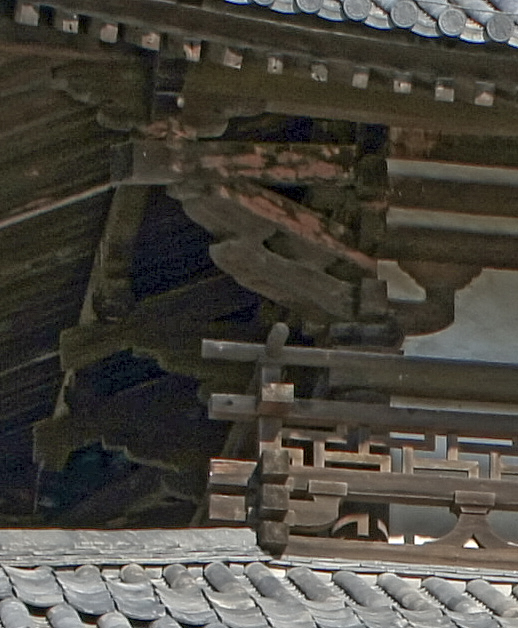
Support (en) « en forme de nuage » sur le kondō du Hōryū-ji ; noter aussi la section transversale rectangulaire des pannes.
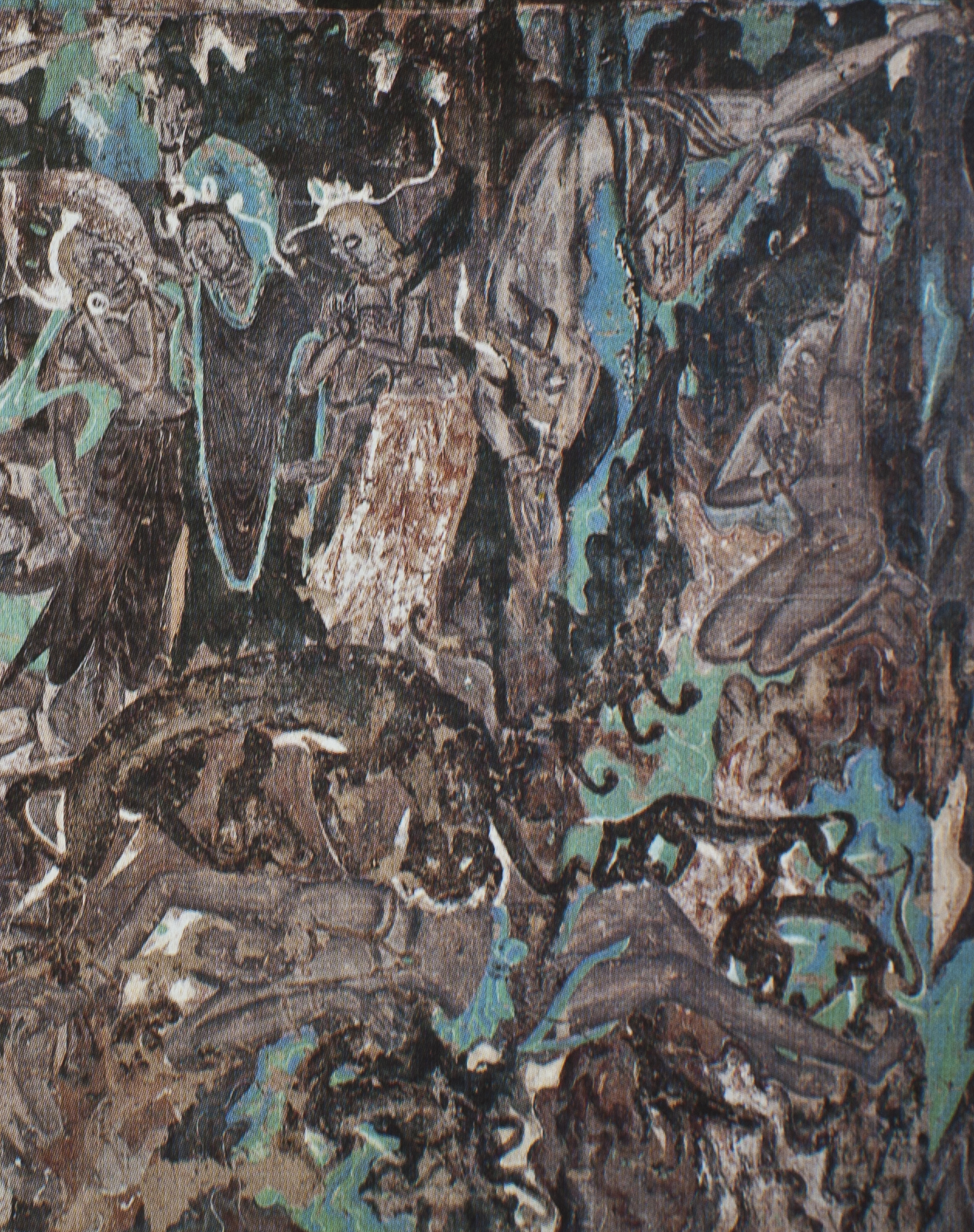
Tigre Jātaka dans la grotte 254 de Mogao ; début du VIe siècle (dynastie Wei du Nord); noter le style « mince » ; la grotte possède également des peintures des mille Bouddhas.